# Пулозеро (село)
Пулозеро (рос. Пулозеро) — село у Кольському районі Мурманської області Російської Федерації.
Населення становить 7 осіб. Належить до муніципального утворення Пушненське сільське поселення .

## Населення
| 2002 | 2010 |
| ---- | ---- |
| 13   | ↘7   |